# Amara carinata
Amara carinata är en skalbaggsart som beskrevs av Leconte 1848. Amara carinata ingår i släktet Amara och familjen jordlöpare. Inga underarter finns listade i Catalogue of Life.